# 애스킹 알렉산드리아

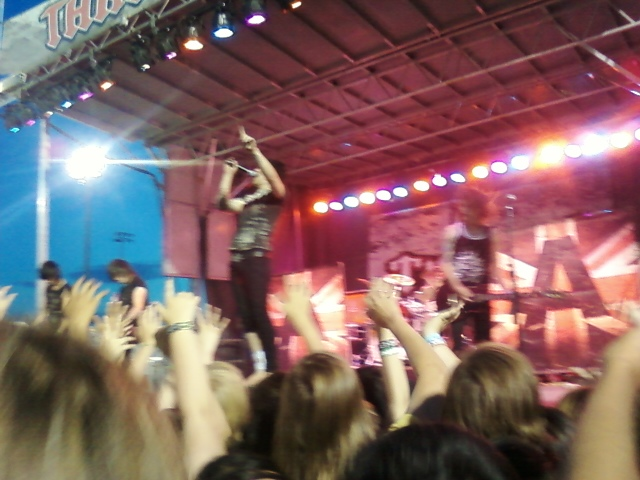
2010년

애스킹 알렉산드리아(Asking Alexandria)는 영국의 메탈 코어 밴드이다 2008년에 결성되었다

## 멤버
현재 멤버
- 벤 브루스 (Ben Bruce) – 리드 기타, 프로그래밍, 백킹 보컬 (since 2008)
- 제임스 카셀즈 (James Cassells) – 드럼 (since 2008)
- 카메론 리델 (Cameron Liddell) – 리듬 기타 (since 2008)
- 데니스 스토프 (Denis Stoff) – 리드 보컬, 키보드, 프로그래밍 (since 2015)
- 샘 베틀리 (Sam Bettley) – 베이스 기타 (since 2009)

이전 멤버
- 라이언 빈스 (Ryan Binns) – 키보드, 신디사이저, programming (2008)
- 조 랭카스터 (Joe Lancaster) – 베이스 기타 (2008–2009)